# Stazione di Belvedere Marittimo
Stazione di Belvedere Marittimo vasútállomás Olaszországban, Belvedere Marittimo településen.

## Vasútvonalak
Az állomást az alábbi vasútvonalak érintik:
- Battipaglia–Reggio di Calabria-vasútvonal

## Kapcsolódó állomások
A vasútállomáshoz az alábbi állomások vannak a legközelebb:
- Stazione di Capo Bonifati
- Stazione di Diamante-Buonvicino